# Мояно
Мояно (итал. Moiano) — коммуна в Италии, располагается в регионе Кампания, подчиняется административному центру Беневенто.
Население составляет 4178 человек, плотность населения составляет 207 чел./км². Занимает площадь 20,2 км². Почтовый индекс — 82010. Телефонный код — 0823.
Покровителями коммуны почитается Пресвятая Богородица (Madonna della Libera), её праздник ежегодно празднуется 8 сентября, и святой апостол Пётр, празднование 29 июня.